# Rocourt (Vosges)
Rocourt ist eine ehemalige französische Gemeinde mit zuletzt 27 Einwohnern (Stand: 1. Januar 2014) im Département Vosges in der Region Grand Est (bis 2015 Lothringen). Rocourt gehörte zum Arrondissement Neufchâteau und zum Kanton Darney. Seit dem 1. Januar 2017 ist Rocourt Teil der Gemeinde Tollaincourt.

## Geografie
Rocourt liegt am Oberlauf des Flusses Mouzon, etwa 23 Kilometer südwestlich von Vittel. Das mit 1,86 km² sehr kleine Gemeindegebiet umfasst einen schmalen Geländeabschnitt am Mouzon-Ufer sowie das Waldgebiet Bois de Rocourt, hier wird mit 434 m die höchste Erhebung erreicht.
Nachbargemeinden von Rocourt waren Rozières-sur-Mouzon und Blevaincourt im Nordwesten, Villotte im Osten sowie Tollaincourt im Süden.

## Sehenswürdigkeiten
In Rocourt gibt es weder Kirchen noch Kapellen. Sehenswert ist ein Brunnen in der Nähe der ehemaligen Mairie.